# Брадфорд Тауншип (округ Маккін, Пенсільванія)
Брадфорд Тауншип (англ. Bradford Township) — селище (англ. township) в США, в окрузі Маккін штату Пенсільванія. Населення — 4793 особи (2020).

## Демографія
Згідно з переписом 2010 року, у селищі мешкало 4805 осіб у 1707 домогосподарствах у складі 1130 родин. Було 1826 помешкань
Расовий склад населення:
| - 96,6 % — білих - 1,5 % — чорних або афроамериканців - 1,0 % — азіатів - 0,2 % — корінних американців |

До двох чи більше рас належало 0,5 %. Частка іспаномовних становила 0,9 % від усіх жителів.
За віковим діапазоном населення розподілялося таким чином: 15,7 % — особи молодші 18 років, 65,7 % — особи у віці 18—64 років, 18,6 % — особи у віці 65 років та старші. Медіана віку мешканця становила 41,1 року. На 100 осіб жіночої статі у селищі припадало 94,1 чоловіків;  на 100 жінок у віці від 18 років та старших — 90,4 чоловіків також старших 18 років.
Середній дохід на одне домашнє господарство  становив 74 502 долари США (медіана — 59 665), а середній дохід на одну сім'ю — 83 710 доларів (медіана — 65 547). Медіана доходів становила 51 152 долари для чоловіків та 35 441 долар для жінок. За межею бідності перебувало 8,0 % осіб, у тому числі 4,5 % дітей у віці до 18 років та 5,9 % осіб у віці 65 років та старших.
Цивільне працевлаштоване населення становило 2243 особи. Основні галузі зайнятості: освіта, охорона здоров'я та соціальна допомога — 31,4 %, виробництво — 24,0 %, будівництво — 8,2 %, роздрібна торгівля — 7,0 %.